# 양학선
양학선(梁鶴善, 1992년 12월 6일~)은 대한민국의 기계 체조 선수이다. 2012년 하계 올림픽 기계 체조 남자 도마 종목의 금메달리스트이자, 대한민국 체조 종목 최초의 금메달리스트이다.

## 생애
양학선은 1992년 12월 6일 전라북도 고창군 공음면에서 태어났다. 본관은 제주다. 2011년 도쿄에서 열린 기계 체조 세계선수권대회 도마에서 금메달, 2013년 10월 6일(한국시각) 벨기에 앤트워프에서 열린 2013년 국제체조연맹(FIG) 기계 체조 세계선수권 도마 종목 결선에서 평균 15.533점으로 금메달을 획득하면서 기계 체조 세계 선수권 대회 2연속 1위를 하였다.

## 개인사
양학선은 불교 신자이다.

## 경력
2014년
- 2014 인천아시안게임 체조 남자 도마 은메달

2013년
- 제44회 기계체조 세계선수권대회 도마 금메달
- 카잔 하계유니버시아드대회 기계체조 남자 도마 금메달
- 국제체조연맹 월드컵 대회 도마 금메달

2012년
- 도요타컵 기계체조 초청대회 도마 우승
- 제93회 전국체육대회 체조 남자일반부 도마 금메달
- 제30회 런던올림픽 체조 남자 도마 금메달

2011년
- 제43회 기계체조 세계선수권대회 남자 도마 금메달
- 코리아컵 고양 국제체조대회 남자체조 도마 1위

2010년
- 아시안 게임 체조 남자 개인 도마 금메달
- 아시안 게임 체조 남자 단체 동메달
- 아시아 주니어 기계체조선수권대회 링 금메달
- 아시아 주니어 기계체조선수권대회 도마 금메달

2008년
- 전국체육대회 남자체조 제1경기 단체종합 1위
- 전국체육대회 남자체조 제2경기 개인종합 1위
- 전국체육대회 남자체조 제3경기 도마 1위

## 학력
- 광주광천초등학교
- 광주체육중학교
- 광주체육고등학교
- 한국체육대학교
- 한국체육대학교 대학원

## 수상 및 활동
수상
- 2010년 대한체조협회 최우수 체조 선수상
- 제57회 대한체육회 체육상 시상식 경기부문 우수상
- 제58회 대한체육회 체육상 우수상
- 제58회 대한체육회 체육상 경기부문 남자 최우수상
- 제50회 대한민국 체육상 경기상(선수부문 최고상)
- 제17회 코카콜라 체육대상 최우수선수상
- 2012년 올해의 브랜드 대상 특별상
- 2012년 SFCC 어워드 스포츠 부문 수상
- 2012년 동아스포츠대상 특별상
- 2012년 대한민국 인재상
- 제18회 코카콜라 체육대상 우수선수상
- 제59회 대한체육회 체육상 경기부문 남자 최우수상

활동
- 2015년 광주 유니버시아드 대회 홍보대사
- 대외경제협력기금 홍보대사
- 행복바라미 모금캠폐인 홍보대사
- 투르드 코리아 홍보대사
- 굿월스토어 홍보대사
- 스포츠닥터스 홍보대사
- 코로나이겨내기 국민체조
- 2024 파리올림픽 MBC 해설위원

## 예능 프로그램
- 2020년 JTBC 뭉쳐야 찬다 - 게스트
- 2020년 SBS 집사부일체 118~119회 - 게스트
- 2023년 네스플릭스 피지컬: 100
- 2025년 달려라 석진 - 게스트

## 가족 관계
- 아버지 : 양관권 (1958년 ~ )
- 어머니 : 기숙향 (1968년 ~ )
- 배우자 : 박종예 (1993년 ~, 2020년 10월 24일 결혼)